# Paso Varbitsa

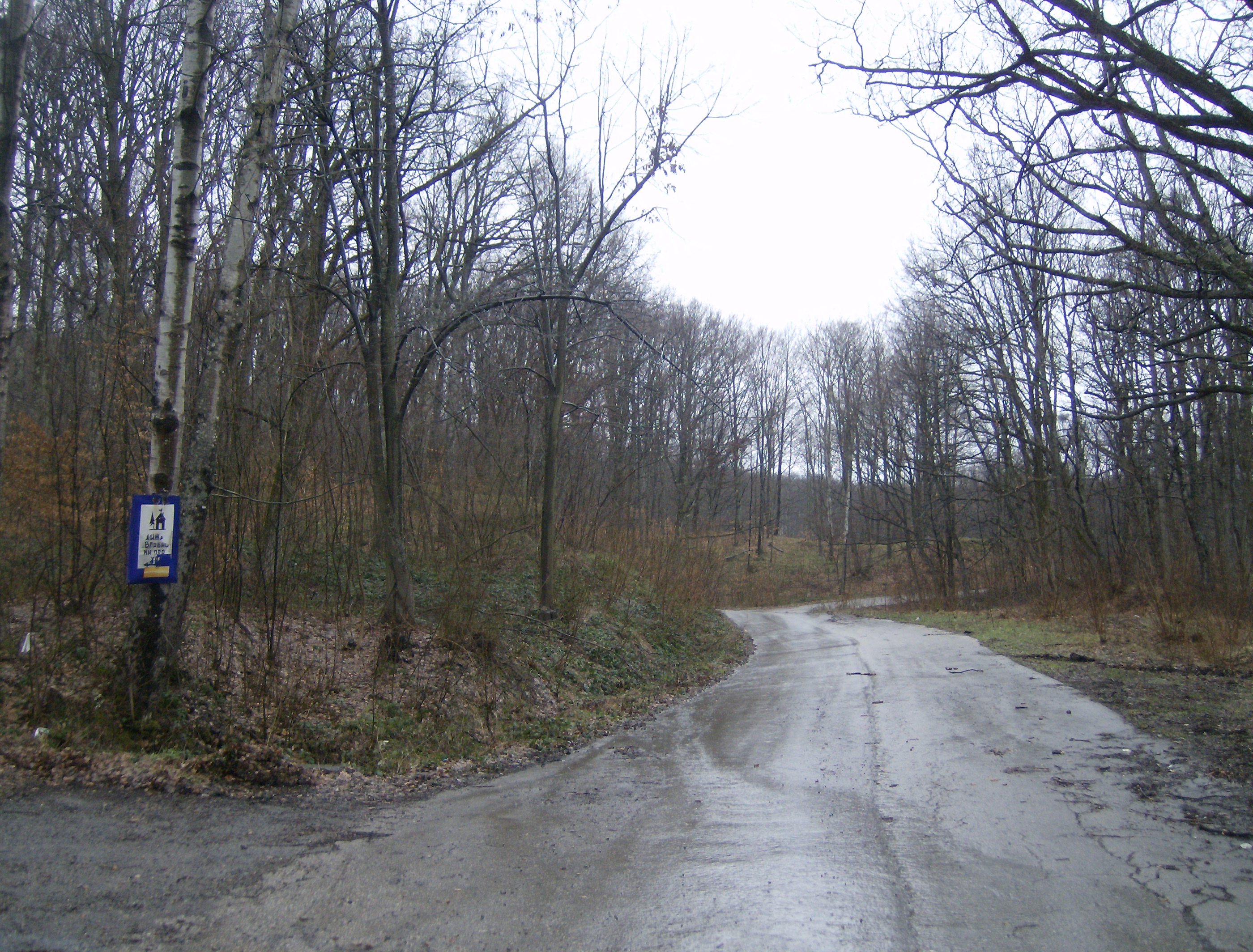
Paso Varbitsa.

El Paso Varbitsa es un paso de montaña en los montes Balcanes (Stara Planina) en Bulgaria. Se conecta con Shumen y Petolachka.
La famosa batalla de Pliska se libró en el paso el 26 de julio de 811, entre los ejércitos del Imperio Búlgaro liderado por el kan Krum y el Imperio bizantino, bajo Nicéforo I, que terminó con una victoria decisiva búlgara y con la muerte del emperador bizantino.